# Euthystira xinyuanensis
Euthystira xinyuanensis är en insektsart som beskrevs av Liu, Jupeng 1981. Euthystira xinyuanensis ingår i släktet Euthystira och familjen gräshoppor. Inga underarter finns listade i Catalogue of Life.